# Geelborstapalis
De geelborstapalis (Apalis flavida) is een zangvogel uit de familie Cisticolidae die voorkomt in Sub-Saharisch Afrika.

## Herkenning
De vogel is 11 tot 12 cm lang en weegt 7 tot 10 g. Het is een kleine, slanke vogel met een vrij lange staart, witte buik en keel, gele borst, grijs "gezicht" met roodachtige ogen. Het mannetje van de nominaat is grijs op de kruin en het gezicht, waarbij het grijs in de nek geleidelijk overgaat in het groen van de mantel, rug en vleugels. De slagpennen zijn donker met groene buitenste randen. De staartveren zijn groen met gele randjes. Een typisch kenmerk voor het mannetje is een zwartachtige stip onder het geel op de borst. Bij het vrouwtje (dat iets doffer is) ontbreekt deze stip en ook bij de andere ondersoorten ontbreekt dit zwart of het is nauwelijks zichtbaar.

## Verspreiding en leefgebied
Deze soort komt wijdverspreid voor in Afrika en telt zeven ondersoorten:
- A. f. caniceps: van Senegal en Gambia tot westelijk Kenia en noordelijk Angola.
- A. f. abyssinica: zuidwestelijk Ethiopië.
- A. f. pugnax: westelijk en centraal Kenia.
- A. f. golzi: van Taita Hills (zuidoostelijk Kenia) tot centraal Tanzania en Rwanda.
- A. f. neglecta: van oostelijk Angola tot zuidoostelijk Kenia en oostelijk Tanzania zuidelijk tot Mozambique en noordelijk Zuid-Afrika.
- A. f. flavida: van westelijk Angola en noordelijk Namibië tot noordwestelijk Zimbabwe.
- A. f. florisuga: zuidoostelijk Zuid-Afrika.

Het leefgebied bestaat uit een groot aantal typen bos en struikgewas dat varieert van mangrovebos tot droog struikgewas in savannelandschap. Populaties in West-Afrika hebben een sterkere voorkeur voor droge gebieden dan populaties elders in Afrika.

## Status
De grootte van de wereldpopulatie is niet gekwantificeerd. Men veronderstelt dat de soort in aantal stabiel is. Om deze reden staat de geelborstapalis  als niet bedreigd op de Rode Lijst van de IUCN.